# Génie minier
Cet article court présente un sujet plus développé dans : Mine (gisement).
Le génie minier désigne l'ensemble des techniques de construction des mines et d'extraction des minerais.